# Ивановка (Канский район)
Ивановка — деревня в Канском районе Красноярского края. Входит в состав Георгиевского сельсовета.

## История
Основана в 1906 г. В 1926 году состояла из 99 хозяйств, основное население — белоруссы. В составе Георгиевского сельсовета Канского района Канского округа Сибирского края.

## Население
| 1926 | 2010 |
| ---- | ---- |
| 536  | ↘248 |

## Известные уроженцы, жители
Иван Степанович Шкулепо (1922—2012) — советский спортивный, научный и культурный деятель.